# Friedrich Haug (poet)
Johann Christoph Friedrich Haug, född den 9 mars 1761, död den 30 januari 1829, var en tysk skald.
Haug, som var hovråd och bibliotekarie i Stuttgart, var en alsterrik epigramförfattare (Gedichte i urval, 1827 och 1840) och 1807–1817 redaktör av Cottas "Morgenblatt".